# Élections constituantes de 1945 dans le Lot
Les élections constituantes françaises de 1945 se déroulent le 21 octobre.

## Mode de scrutin
Les députés sont élus selon le système de représentation proportionnelle suivant la règle de la plus forte moyenne dans le département, sans panachage ni vote préférentiel. 
Il y a 586 sièges à pourvoir.
Dans le département du Lot, trois députés sont à élire.

## Élus
Les trois députés élus sont : 
| Identité          | Parti | Parti |
| ----------------- | ----- | ----- |
| Abel Bessac       |       | MRP   |
| Henri Thamier     |       | PCF   |
| Georges Archidice |       | SFIO  |

## Résultats

### Résultats à l'échelle du département
| Parti          | Parti                                            | Tête de liste     | Résultats | Résultats | Sièges | Sièges |
| Parti          | Parti                                            | Tête de liste     | Voix      | %         |        |        |
| -------------- | ------------------------------------------------ | ----------------- | --------- | --------- | ------ | ------ |
|                | Mouvement républicain populaire                  | Abel Bessac       | 20 625    | 25,30     | 1      |        |
|                | Parti communiste français                        | Henri Thamier     | 20 572    | 25,24     | 1      |        |
|                | Section française de l'Internationale ouvrière   | Georges Archidice | 18 705    | 22,95     | 1      |        |
|                | Parti républicain, radical et radical-socialiste | Paul Anxionnaz    | 11 584    | 14,21     | -      |        |
|                | Républicains indépendants                        | René Besse        | 10 033    | 12,31     | -      |        |
|                |                                                  |                   |           |           |        |        |
| Inscrits       | Inscrits                                         | Inscrits          | 108 746   | 100,00    | 3      |        |
| Votants        | Votants                                          | Votants           | 83 264    | 76,57     |        |        |
| Blancs et nuls | Blancs et nuls                                   | Blancs et nuls    | 1 745     | 2,10      |        |        |
| Exprimés       | Exprimés                                         | Exprimés          | 81 519    | 97,90     |        |        |